# 王紀 (景泰進士)
王紀（1420年—1479年），字肇脩，四川敘南衛人，軍籍，治《書經》，年三十五歲中式景泰五年甲戌科第三甲第二十七名進士。六月十九日生，行一。由國子生中式四川鄉試第六名舉人，會試中式第五十七名。

## 家族
曾祖王宗原；祖王敬輔；父王聰；母張氏。具慶下，妻李氏。